# Vendegies-au-Bois

Vendegies-au-Bois este o comună în departamentul Nord, Franța. În 1 ianuarie 2022 avea o populație de 479 de locuitori.